# Eudora (Haushaltsgerätehersteller)
Eudora war ein österreichischer Hersteller von Haushaltsgeräten mit Sitz in Wien. Er ist vor allem für seine Waschmaschinen bekannt.

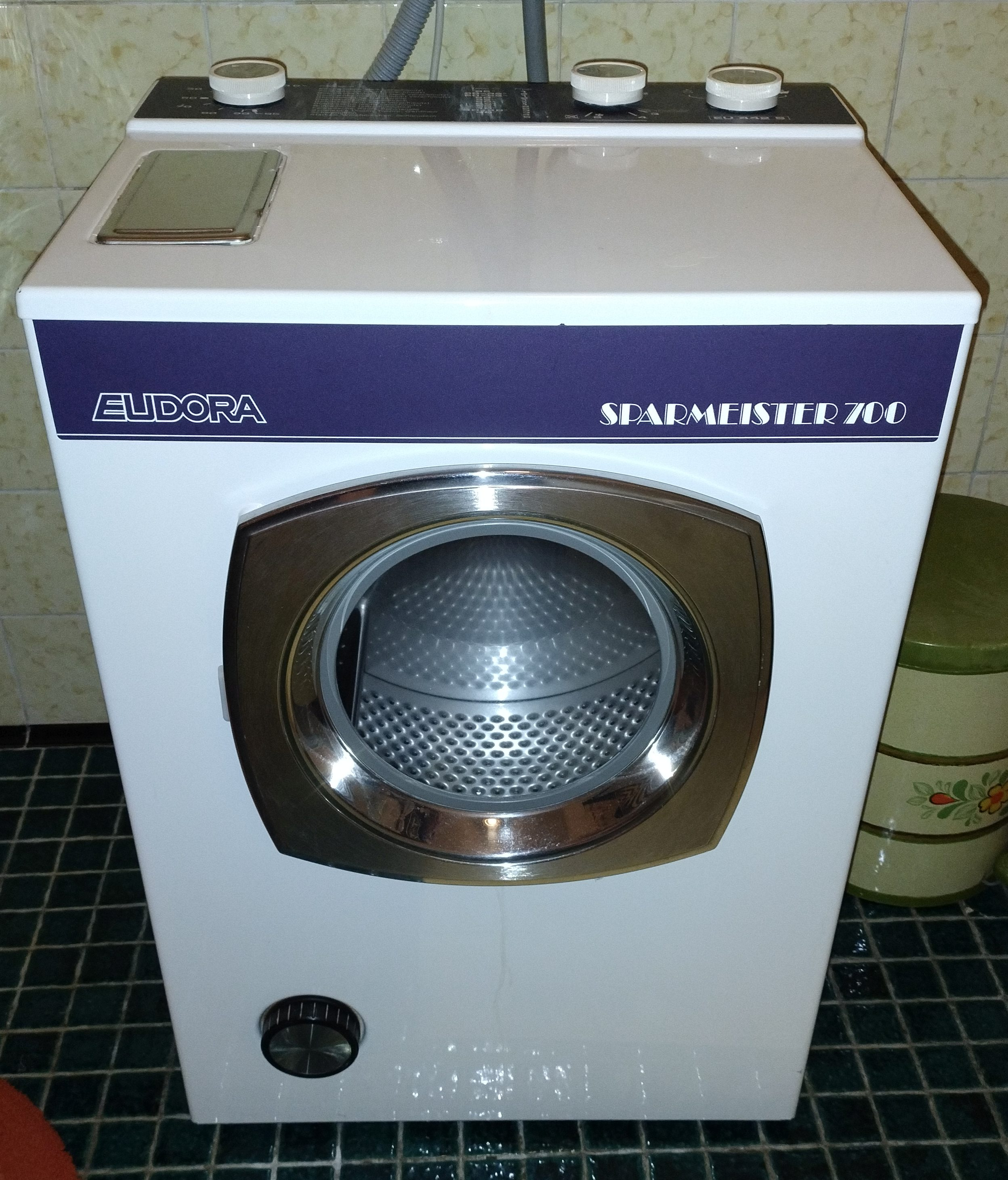
Eudora Sparmeister 700

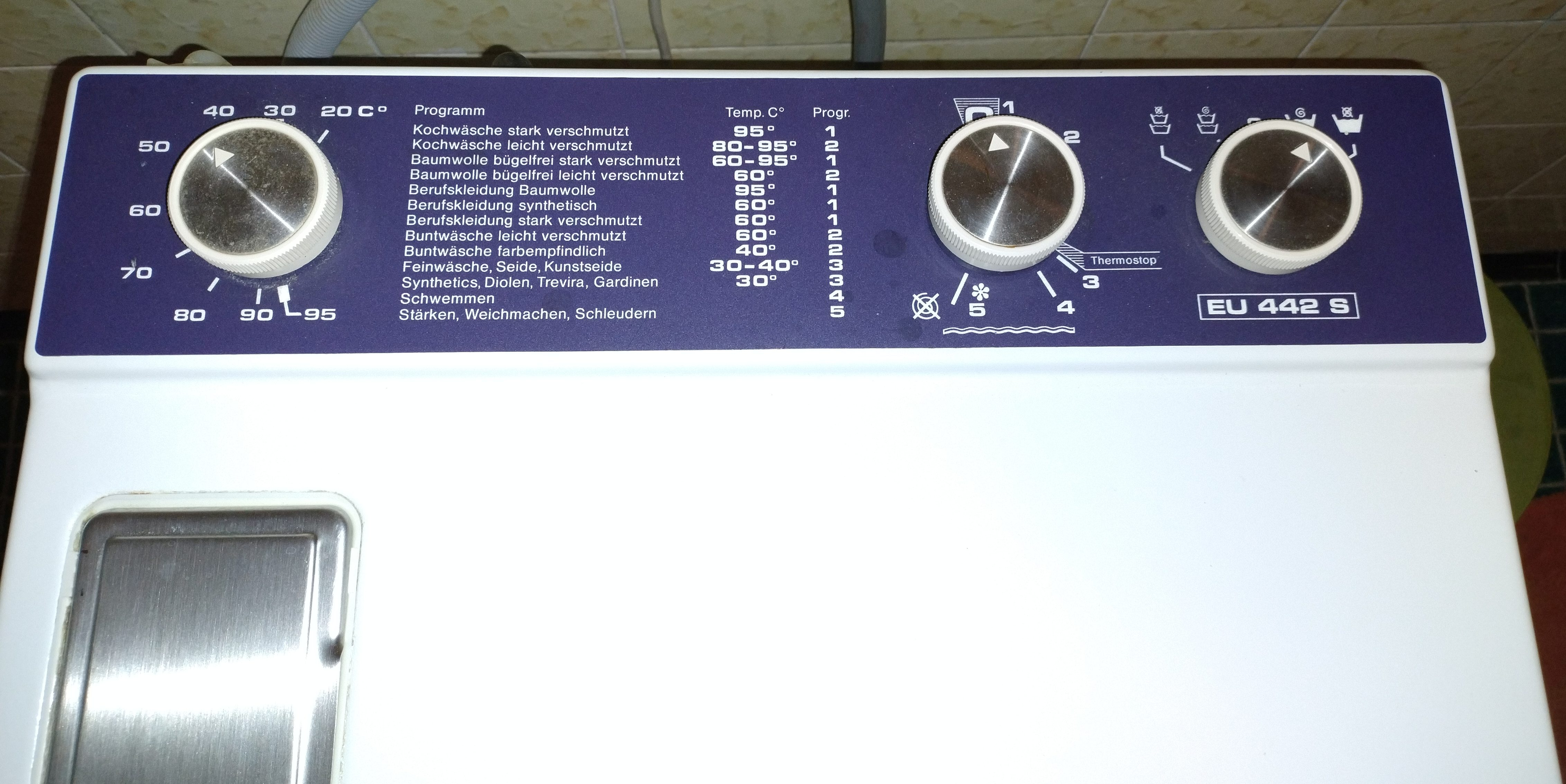
Eudora Sparmeister 700, Bedienung

## Geschichte
Das Unternehmen wurde 1935 von Karl Steininger in Wien gegründet und produzierte anfangs Jauchepumpen für die Landwirtschaft. 1947 wurde die erste Waschmaschine mit Holzbottich vorgestellt, konstruiert vom Firmengründer. Im Jahr 1950 kam die erste Trommelwaschmaschine auf den Markt, diese wurde noch mit Festbrennstoffen beheizt. Ein Jahr später folgte die erste Trommelwaschmaschine mit elektrisch beheizter Waschtrommel. Diese war eine der ersten Frontlader in Europa. Zu dieser Zeit – die Firma war mittlerweile ins oberösterreichische Gunskirchen bei Wels übergesiedelt – fertigten 20 Mitarbeiter zwei Maschinen pro Woche, durch steigenden Erfolg betrug der Eigenproduktionsanteil im Jahr des Staatsvertrages 1955 bereits 80 %. 1958 wurde das produzierte Modell zur Verwendung von Phosphatwaschmitteln umgestellt, die Trommeln und Behälter waren nun statt aus verzinktem Blech aus Chromnickelstahl gefertigt.
Mitte der 1960er Jahre wurde der erste Vollautomat vorgestellt, der durch seine geringen Außenmaße und das damals unbekannte Fassungsvermögen von 3 kg zu einem Verkaufserfolg wurde. Ein Waschgang dauerte damals 72 Minuten. Aufgrund des großen Erfolges wurde 1967 die Produktion von Geschirrspülern aufgenommen. In den 1960er Jahren reichte das Fassungsvermögen der angebotenen Waschmaschinen von 2,5 bis 4 Kilogramm. Die für ihre Qualität geschätzten Eudora-Produkte wurden ab 1971 unter dem Markennamen Eumenia auch exportiert. 1973 wurde mit dem Goldkind die damals kleinste Trommelwaschmaschine der Welt vorgestellt. Es gab auch größere Modelle mit den Namen Sparmeister, Super de Luxe 4 und 38 Super. 
Als richtungsweisend für das Unternehmen galt das 1988 vorgestellte Modell Supernova, entworfen von Ferdinand Alexander Porsche. Aufgrund ihrer kompakten Dimensionen und dem damals zeitgemäßen Design wurde die Supernova binnen vier Monaten zur meistverkauften Waschmaschine Österreichs. 1989 wurde mit der Babynova mit Maßen von 46 × 46 × 67 cm (B×T×H) abermals die bis heute kleinste Trommelwaschmaschine der Welt vorgestellt. 2001 wurde auch ein größeres Modell NOVASTAR mit einer maximalen Fassungsvermögen von 4 kg produziert.
Eudora garantierte eine Lebensdauer von 20 Jahren (entspricht ca. 10.000 Betriebsstunden), die angeblich auch von vielen Geräten erreicht wurde. Das Unternehmen warb mit dem Slogan „Qualität ein Leben lang“. In den besten Zeiten erwirtschaftete Eudora Umsätze von bis zu 700 Millionen Schilling jährlich.
In den 1990er Jahren sanken die Exportzahlen kontinuierlich, Eudora hatte zusätzlich mit der zunehmend billiger produzierenden Konkurrenz zu kämpfen. 1997 stieg der Schweizer Generalimporteur Kenwood-Schumpf AG als Teilhaber in das Unternehmen ein. Bis zum Geschäftsjahr 2000/01 gelang es, ein positives Ergebnis zu erwirtschaften. Anfang 2000 musste allerdings die Fabrik im oberösterreichischen Gunskirchen geschlossen werden. Eudora kam im Geschäftsjahr 2001/02 in die roten Zahlen und es wurde bei einem Umsatz von 20,697 Mio. Euro ein negatives EGT von 0,416 Mio. Euro erwirtschaftet, das sich bis Ende 2002 auf  1,21 Mio. Euro erhöhte. Schließlich musste das Unternehmen Anfang Februar 2003 Konkurs anmelden, weil eine Hochrechnung eine weitere Steigerung des negativen EGT bis  Ende März 2003 auf 1,823 Mio. Euro ergeben hatte mit Verbindlichkeiten in der Höhe von 5,6 Millionen Euro, ein Verkauf des Schweizer Firmenanteils scheiterte. Insgesamt waren 166 Mitarbeiter von der Insolvenz betroffen, eine Fortführung der Produktion von Haushaltsgeräten galt zu diesem Zeitpunkt als unwahrscheinlich. Der Konkurs, bei dem 11,4 Mio. Euro Verbindlichkeiten bestanden, endete Ende November 2005 mit einer Quote von 26,1 %.
Nach der Einstellung der Produktion im österreichischen Wels im Jahr 2003 wurde Eudora zunächst als Marke für das mittlere Preissegment vom italienischen Weißwarenunternehmen Antonio Merloni SpA hergestellt. Die Marke wurde danach von der schwedischen Merloni-Tochter ASKO produziert. Es wurden auch Waschautomaten mit 8 kg Fassungsvermögen ins Programm aufgenommen und unter dem Namen SPARMEISTER vermarktet.
Mittlerweile gehört die Marke Eudora einem Schweizer Unternehmen, die kleinen Modelle werden in Tschechien produziert. Die Firma R-Fin aus Fulnek hat nach dem Konkurs die Werkzeuge zur Herstellung der BABYNOVA und EURONOVA-Maschinen erworben. Heute bietet der in Wien angesiedelte Vertrieb ausschließlich die Modelle BABYNOVA 380, BABYNOVA 385 und EURONOVA 355 mit jeweils 3 kg Fassungsvermögen. Für Gewerbebetriebe werden Waschmaschinen und Trockner für 6 bis 25 kg Fassungsvermögen angeboten. Der Firmensitz befindet sich im 13. Wiener Gemeindebezirk Hietzing.